# Mechanitis chimborazona
Mechanitis chimborazona är en fjärilsart som beskrevs av Bates 1864. Mechanitis chimborazona ingår i släktet Mechanitis och familjen praktfjärilar. Inga underarter finns listade i Catalogue of Life.